# The Original Monster Mash
The Original Monster Mash är ett musikalbum av Bobby (Boris) Pickett and The Crypt-Kickers utgivet 1962. Albumet spelades in och släpptes mot slutet av 1962, efter Picketts succé med singeln "Monster Mash". I The Crypt-Kickers ingick bland andra Leon Russell och Gary Paxton. Förutom hitsingeln innehåller albumet även spin-off-låtar till "Monster Mash" samt parodier med skräcktema på samtida hits.

## Låtlista
1. "Monster Mash" (Leonard Capizzi, Bobby "Boris" Pickett) – 3:14
2. "Rabian - The Fiendage Idol" (Johnny MacRae, Pickett) – 2:54
3. "Blood Bank Blues" (Capizzi, Pickett) – 2:47
4. "Graveyard Shift" (MacRae, Gary S. "Flip" Paxton, Pickett, Charles Underwood) – 2:09
5. "Skully Gully" (Capizzi, Pickett) – 2:01
6. "Wolfbane" (MacRae, Pickett) – 3:24
7. "Monster Minuet" (MacRae, Paxton, Pickett, Gary Owens) – 1:52
8. "Transylvania Twist" (MacRae, Paxton, Pickett) – 1:36
9. "Sinister Stomp" (Capizzi, Pickett) – 2:19
10. "Me and My Mummy" (MacRae, Pickett) – 2:42
11. "Monster Motion" (MacRae) – 2:34
12. "Monster Mash Party" (Paxton) – 2:53
13. "Irresistible Igor" (Capizzi, Pickett) – 2:29
14. "Bella's Bash" (MacRae, Pickett) – 2:49
15. "Let's Fly Away" (Paxton, Pickett) – 0:50
16. "Monster's Holiday" (Underwood) - 3:10